# ВІЛ-інфекція серед ЧСЧ у Вірменії
Реєстрація випадків інфікування вірусом імунодефіциту людини (ВІЛ-інфекції) у Вірменії почалась 1988 р. Станом на 31 липня 2019 р. в країні зареєстровано 3583 випадків ВІЛ-інфекції, з яких 429 — упродовж 2018 року. У загальній структурі зареєстрованих випадків переважають особи чоловічої статі (69 %). Трохи більш від половини (51 %) ВІЛ-інфікованих належали на момент постановки діагнозу до вікової групи 25-39 років. Основними шляхами передачі ВІЛ-інфекції в країні є гетеросексуальні контакти (72 %) і споживання ін'єкційних наркотиків (20 %). У 4,4 % випадків зафіксовано передачу ВІЛ-інфекції через гомосексуальні контакти.

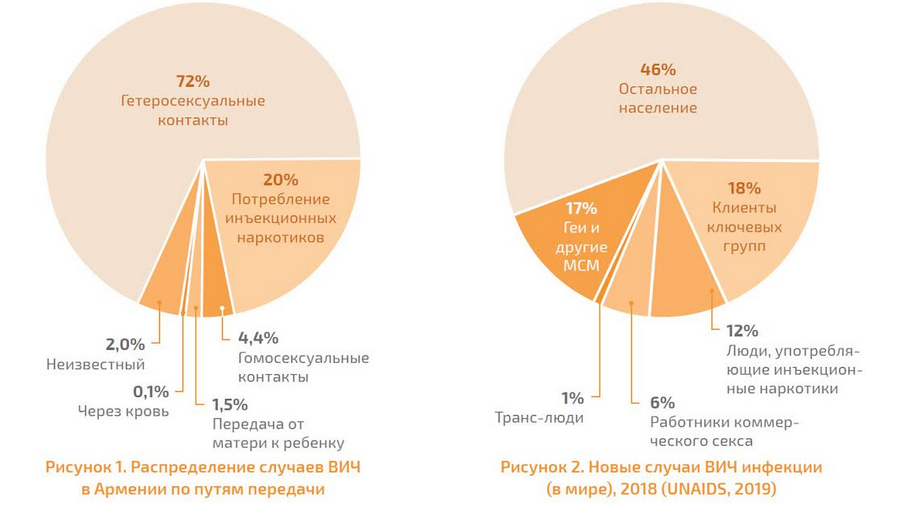
Поширеність ВІЛ-інфекції серед ЧСЧ

2017 р. на геїв та інших чоловіків, які практикують секс з чоловіками (ЧСЧ), припало 18 % нових випадків ВІЛ у світі. У регіоні Східна Європа і Центральна Азія (СЄЦА) на геїв та інших ЧСЧ припадає 21 % всіх нових випадків ВІЛ у 2017 р.
ЧСЧ лишаються одною з ключових груп (КГ) у країнах СЄЦА з високим показником поширености ВІЛ (Україна — 7,5 %; Грузія (Тбілісі) — 21,5 %; Молдова (Кишинев) — 9 %; Російська Федерація — 7,1 % у Москві та 22,8 % у Санкт-Петербурзі).

## Профілактика ВІЛ серед чоловіків, які мали сексуальні контакти з чоловіками, і транс-людей у Вірменії
Згідно з оцінкою чисельності 2018 р. у Вірменії налічується 16100 ЧСЧ і 150 транс-людей. Біоповедінкове дослідження 2018 р. (IBBS 2018) виявило, що поширеність ВІЛ серед ЧСЧ становить 1,9 % (у Єревані — 2,7 %), що менше, ніж в інших країнах регіону. Попри те, що в усіх країнах СЄЦА поширеність ВІЛ серед ЧСЧ стабільно росте, у Вірменії вона відносно стабільна (2,5 % в 2012 та 1,9 % в 2018). Поширеність ВІЛ серед транс-людей склала 2 %.

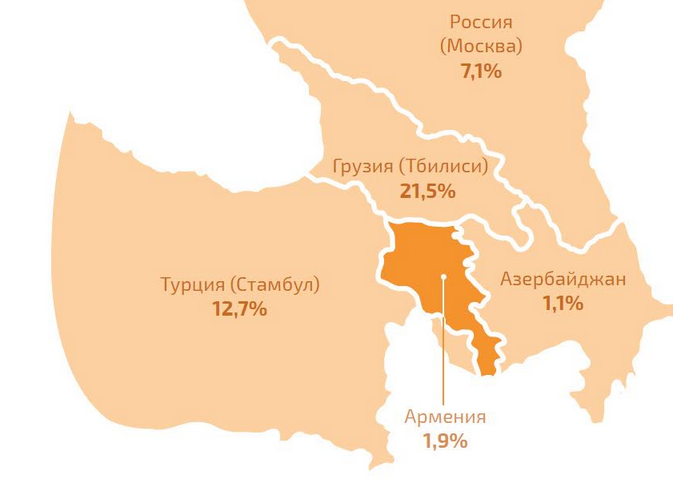
ВІЛ серед ЧСЧ у Вірменії

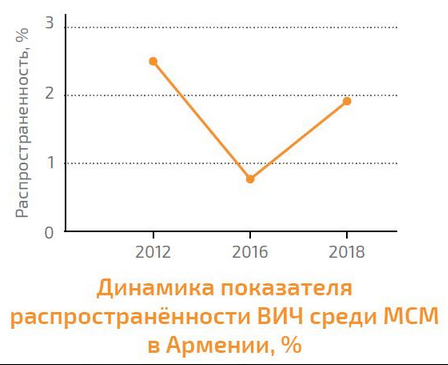
Динаміка поширеності ВІЛ серед ЧСЧ у Вірменії

Ризикована сексуальна поведінка є поширеною серед ЧСЧ у Вірменії. Згідно з даними IBBS 2018, використання презервативів у 2018 році було непостійним: 25 % в Ґюмрі (друге за величиною місто в Вірменії) і 71 % респондентів в Єревані повідомили, що використовували презерватив під час свого останнього анального сексу з чоловіком. В цілому, ЧСЧ мали помірні (48 %) знання про ВІЛ, приблизно половина ЧСЧ не знала про ризики, пов'язані з ВІЛ-інфекцією. У той же час, 97 % транс-людей, що брали участь у дослідженні, заявили про те, що використовували презерватив під час останнього анального сексу з чоловіком.
Більше ніж половина ЧСЧ знала, де можна пройти тестування на ВІЛ, і коли-небудь тестувалась на ВІЛ. Близько 90 % ЧСЧ в Єревані повідомили про проходження тесту на ВІЛ протягом останніх 12 місяців і про те, що вони знають свій статус, тоді як в інших містах цей показник є значно нижчим.
Висока стигма і дискримінація як серед населення в цілому, так і працівників охорони здоров'я зокрема можуть може знижувати доступність тестування для ЧСЧ. Згідно з результатами дослідження ставлення до ЛГБТ серед співробітників ключових соціальних сервісів п'яти країн СЄЦА ступінь відчуженості соціальних працівників по відношенню до ЛГБТ у Вірменії є нижча від середньої, а медпрацівників — вища: тільки 48 % медпрацівників і 67 % соцпрацівників, опитаних у Вірменії, вважали, що гомосексуальність прийнятна в суспільстві.
З 2003 року Глобальний фонд для боротьби зі СНІДом, туберкульозом і малярією є основним донором роботи з профілактики ВІЛ у Вірменії. В рамках гранту 2019—2021 рр. профілактичні заходи серед ЧСЧ проводяться в Єревані, Гюмрі і Ванадзорі. Мінімальний пакет профілактичних послуг включає безоплатне надання інформації та презервативів, консультування та тестування на ВІЛ.
Додатково клієнтам програми надаються інформаційні матеріали, любріканти та інформація про можливості отримання до- і пост-контактної профілактики в Республіканському центрі з профілактики СНІДу, а також тестування та лікування інфекцій, що передаються статевим шляхом. Розширений пакет послуг включає юридичні консультації на базі неурядових організацій. Подібні мінімальний і розширений пакети послуг надаються також транс-людям. Послуги ендокринолога є в розширеному пакеті послуг для транс-людей.
Охоплення ЧСЧ послугами з профілактики ВІЛ у Вірменії залишається низьким (39 %). Більшість ЧСЧ в IBBS 2018 року повідомили, що не були охоплені такими заходами.
Низька готовність ЧСЧ користуватись ВІЛ-послугами пов'язана з високим рівнем внутрішньої гомофобії. Більше прийняття своєї гомосексуальності пов'язано з більш регулярним тестуванням на ВІЛ та більшим охопленням усіма профілактичними послугами.

## Стратегічна інформація
Стратегічна інформація є основою для планування і розробки ефективних заходів з профілактики ВІЛ. Надійні дані мають ключове значення для планування і бюджетування національних заходів у відповідь на поширення ВІЛ серед ЧСЧ в країні.
Інтегровані біоповеденкові дослідження (IBBS) проводяться у Вірменії щодва роки (останнє проведено в Єревані, Гюмрі і Ванадзорі в 2018 році). Вперше таке дослідження включало і транс-людей. Останню оцінку чисельності ЧСЧ і трансгендерної популяції також проведено 2018 р. Для того, щоби подолати низку проблем попередніх IBBS, таких як труднощі з охопленням прихованих груп ЧСЧ, недостатнє залучення спільноти ЛГБТ у планування і реалізацію опитувань, громадські організації включено у проведення польових робіт. Досягнуто консенсус між державними установами та громадськими організаціями щодо результатів дослідження. Якість стратегічної інформації значно покращилась в основному через те, що у Вірменії до IBBS включено транс-людей.
Основні звіти досліджень, в тому числі звіти з IBBS, доступні вірменською та англійською мовами на сайті Республіканського центру з профілактики СНІДу.

## Роль спільнот у ліквідації епідемії ВІЛ
Громадські організації є рушійною силою глобальної відповіді на поширення ВІЛ. По всьому світу вони очолювали розробку ефективних програм профілактики ВІЛ, а також розробку і впровадження інноваційних підходів в програмах для ЧСЧ і транс-людей. Розширення охоплення, підвищення якості обслуговування, моніторинг якості, захист прав людини і боротьба зі стигмою та дискримінацією потребують значної участі спільноти.
Низка організацій ЧСЧ у Вірменії активно беруть участь у національних заходах з протидії ВІЛ. Принаймні одна неурядова організація надає послуги з профілактики ВІЛ серед ЧСЧ у Вірменії в рамках гранту Глобального фонду. Кілька організацій займаються адвокацією та захистом прав людини в контексті ЛГБТ. Спільноту транс-людей також представлено низкою НУО, які працюють в області відповіді на епідемію ВІЛ. Всі організації мають потребу в стабільному розвитку організаційного потенціалу.
В цілому, в країні спостерігається збільшення участі ЛГБТ-спільноти у процесах прийняття рішень з питань ВІЛ-інфекції. ЛГБТ-спільнота Вірменії дедалі активніше залучається в планування, проведення, аналіз та інтерпретацію опитувань завдяки кращому діалогу з державними установами та структурами. Проте для повноцінної участі спільнот на всіх етапах стратегічних досліджень в області ВІЛ, необхідно зміцнення їхнього аналітичного та дослідницького потенціалу.
ЧСЧ і транс-люди у Вірменії не включені в координаційний механізм країни, який є основним органом, що координує роботу з протидії ВІЛ. Завдяки спільній ініціативі ЧСЧ, інших КГ і організацій громадянського суспільства в країні за технічної підтримки Євразійської коаліції з чоловічого здоров'я і Глобального фонду по боротьбі зі СНІДом, туберкульозом та малярією зацікавлені сторони розробили План значимої участі спільнот. Участь спільнот у процесах прийняття рішень щодо ВІЛ є ключовим моментом для переходу країни від зовнішнього до державного фінансування.